# Hadrostethus pullum
Hadrostethus pullum là một loài tò vò trong họ Ichneumonidae.